# Municipio de Carrolton
El municipio de Carrolton (en inglés: Carrolton Township) es un municipio ubicado en el condado de Fillmore en el estado estadounidense de Minnesota. En el año 2010 tenía una población de 314 habitantes y una densidad poblacional de 3,2 personas por km².

## Geografía
El municipio de Carrolton se encuentra ubicado en las coordenadas 43°43′28″N 92°1′12″O / 43.72444, -92.02000. Según la Oficina del Censo de los Estados Unidos, el municipio tiene una superficie total de 98.21 km², de la cual 97,86 km² corresponden a tierra firme y (0,35 %) 0,34 km² es agua.

## Demografía
Según el censo de 2010, había 314 personas residiendo en el municipio de Carrolton. La densidad de población era de 3,2 hab./km². De los 314 habitantes, el municipio de Carrolton estaba compuesto por el 99,68 % blancos y el 0,32 % eran de una mezcla de razas. Del total de la población el 0,96 % eran hispanos o latinos de cualquier raza.